# Haagse kronkel
De haagse kronkel (Cylindroiulus apenninorum) is een miljoenpotensoort uit de familie van de Julidae. De soort is 2 tot 3 cm lang en is te onderscheiden aan het hebben van twee staartpunten. De soort komt oorspronkelelijk alleen voor uit de  Italiaanse Apennijnen. Hij heet zijn naam aan het Haagse Bos waar het in 1926 voor de eerste keer in Nederland werd gezien.